# Mehdi Pashazadeh
Mehdi Pashazadeh Bonieh (n. Teherán. Irán, 27 de diciembre de 1973) es un exfutbolista y actual entrenador iraní, que jugaba de defensa y militó en diversos clubes de Irán, Alemania y Austria.

## Selección nacional
Con la Selección de fútbol de Irán, disputó 14 partidos internacionales y no anotó goles. Incluso participó con la selección iraní, en una sola edición de la Copa Mundial. La única participación de Pashazadeh en un mundial, fue en la edición de Francia 1998. donde su selección quedó eliminado, en la primera fase de la cita de Francia.

### Participaciones en Copas del Mundo
| Mundial                        | Sede    | Resultado    |
| ------------------------------ | ------- | ------------ |
| Copa Mundial de Fútbol de 1998 | Francia | Primera Fase |

## Clubes
| Club                  | País     | Año         |
| --------------------- | -------- | ----------- |
| Esteghlal Tehran      | Irán     | 1992 - 1998 |
| Bayer Leverkusen      | Alemania | 1998 - 1999 |
| Fortuna Colonia       | Alemania | 1999 - 2000 |
| Esteghlal Tehran      | Irán     | 2000 - 2003 |
| Rapid Viena           | Austria  | 2003 - 2004 |
| Strum Graz            | Austria  | 2004 - 2005 |
| Admira Wacker Mödling | Austria  | 2005 - 2007 |